# Laurent-Guillaume de Koninck
Pour les articles homonymes, voir Koninck.
Laurent-Guillaume de Koninck, né le 3 mai 1809 à Louvain et décédé le 16 juillet 1887  à Liège, est un paléontologue et chimiste belge.

## Biographie
Laurent-Guillaume de Koninck étudie la médecine à l'Université d'État de Louvain et devient assistant à l'école de chimie en 1831. Il poursuit ses études de chimie à Paris, Berlin et Giessen puis enseigne les sciences à Gand et Liège. De  1856 jusqu'à la fin de sa carrière il est professeur de chimie à l'université de Liège.
À partir de 1835 il consacre son temps libre aux fossiles du Carbonifère découverts aux alentours de Liège et finit par se distinguer pour ses recherches sur les couches datant du Paléozoïque, plus particulièrement pour ses descriptions de mollusques, crustacés et crinoïdes des calcaires du Carbonifère de Belgique. En reconnaissance de ces travaux la Geological Society of London lui décerne la médaille Wollaston en 1875. Il devient professeur de paléontologie à Liège.
Sa bibliothèque est achetée par Louis Agassiz (1807-1873) pour servir de base à la bibliothèque du Museum of Comparative Zoology de l'université Harvard.
Il est inhumé au Cimetière de Robermont à Liège.

## Liste partielle des publications
- Éléments de chimie inorganique, 1839
- Description des animaux fossiles qui se trouvent dans le terrain Carbonifère de Belgique, 1842-1844, étendu en 1851
- Recherches sur les animaux fossiles, 1847, 1873
- Notice sur LG de Koninck, par E Dupont; Annuaire de l'Académie royale de Belgique 1891, avec portrait et bibliographie

## Hommage
La rue Laurent de Koninck à Liège dans le quartier du Laveu lui rend hommage.

## Sources
- (en) « Laurent-Guillaume de Koninck », dans Encyclopædia Britannica [détail de l’édition], 1911 (lire sur Wikisource).